# Тип 87 Chu-MAT

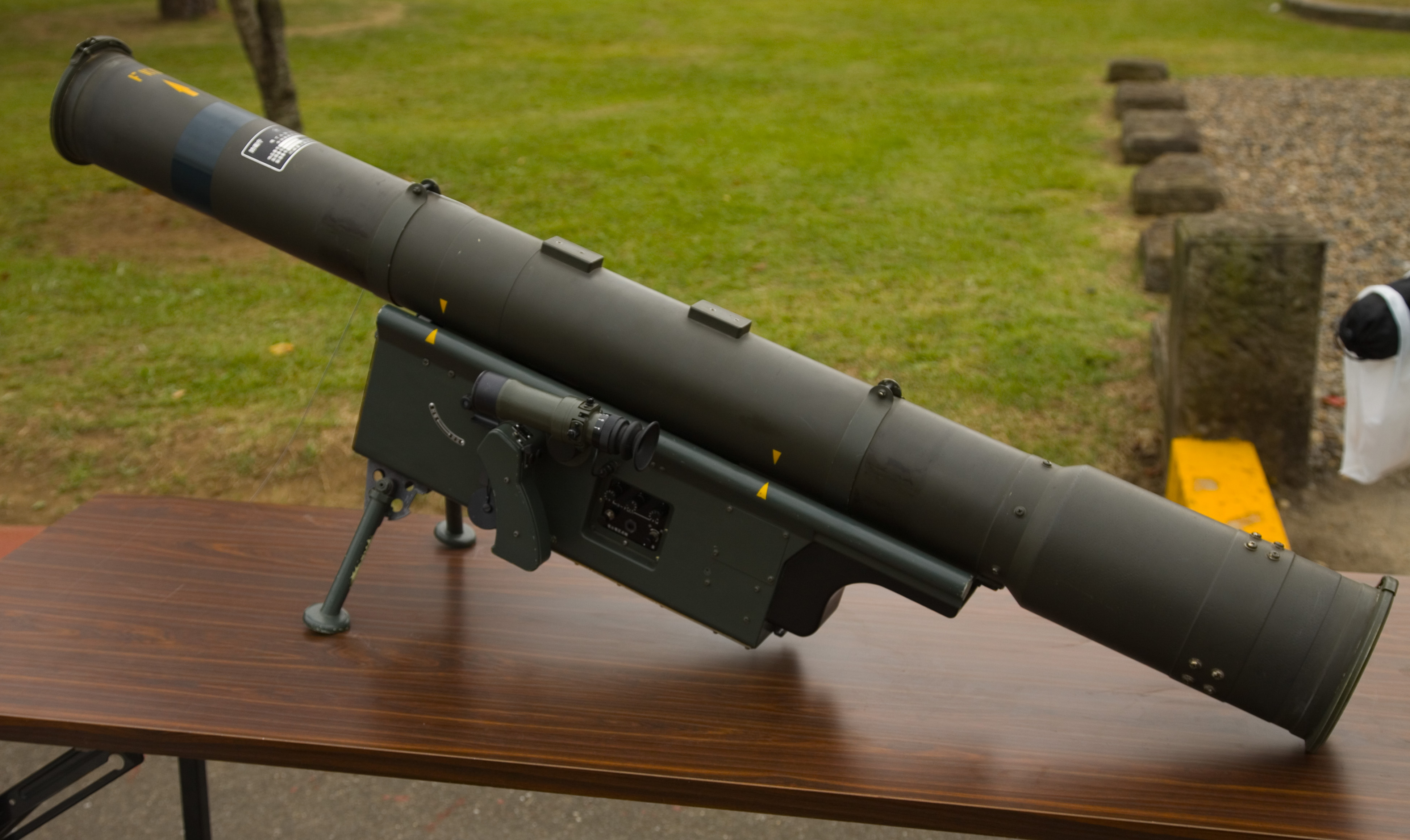
Пусковая установка Type 87.

Type 87 Chū-MAT (яп. 87式対戦車誘導弾 87-shiki tai-sensha yūdō-dan) Chū-MAT — японский противотанковый ракета комплекс с лазерным наведением, стоящий на вооружении Сухопутных сил самообороны Японии. Задуманный как замена Type 64 MAT, он поступил на вооружение вместе с ПТРК Type 79 Jyu-MAT.

## История
Разработка ПТРК началась в 1976 году, испытания ракеты были проведены в 1982 году, а полный прототип системы был доставлен в 1985 году. Первые единицы поступили на вооружение Сухопутных сил самообороны Японии в 1989 году. Система состоит из пусковой установки и лазерного целеуказателя, установленных на тяжелой треноге.

## Описание
ПТРК представляет из себя треногу с установленными на ней ракетной установкой и лазерным целеуказателем. Целеуказатель и пусковая установка могут быть отделены друг от друга на расстояние до 200 метров или же могут быть установлены вместе на одной треноге, хотя отмечается, что выхлопные газы ракеты могут нарушить работу лазерного целеуказателя.
Как и Type 64 MAT и Type 79 Jyu-MAT, его можно установить на джип Mitsubishi Type 73 или бронеавтомобиль Komatsu LAV.

## Планы на будущее
Институт технических исследований и разработок Министерства обороны Японии начал испытания новой противотанковой ракеты, которая в конечном итоге заменит Type 87. Кодовое название проекта известно в Силах самообороны как Shin Chu-MAT.